# Eobaataridae
Eobaataridae è una famiglia di mammiferi estinti appartenenti all'ordine dei Multituberculata. I resti fossili provengono dal Cretaceo inferiore di Europa e Asia. Questi erbivori vissero durante l'era Mesozoica, conosciuta anche come "l'era dei dinosauri". Furono tra i rappresentanti più evoluti del sottordine informale dei "Plagiaulacida".
In un taxon, i ritrovamenti sono molto ben conservati.  Si tratta di Sinobaatar dalla straordinaria località Cinese di Liaoning. Erano parenti stretti dei Plagiaulacidae, mentre il secondo molare presenta similarità con quelli del Gruppo Paracimexomys, appartenente al più evoluto ordine dei Cimolodonta.

## Descrizione
(Kielan-Jaworowska, Cifelli, & Luo (2004). "Mammals from the age of dinosaurs : origins, evolution, and structure" p. 316-317)

## Etimologia
Il nome "Eobaatar" (dal Greco "ἠώς"= alba e dal Mongolo "baatar"= eroe) letteralmente significa  "eroe dell'alba".

## Tassonomia
Sottoclasse  †Allotheria Marsh, 1880
- Ordine †Multituberculata Cope, 1884:
  - Sottordine †Plagiaulacida Simpson, 1925
    - Ramo Plagiaulacidae
      - Famiglia †Eobaataridae Kielan-Jaworowska, Dashzeveg & Trofimov, 1987
        - Genere †Eobaatar Kielan-Jaworowska, Dashzeveg & Trofimov, 1987
          - Specie †E. magnus Kielan-Jaworowska, Dashzeveg & Trofimov, 1987
          - Specie †E. minor Kielan-Jaworowska, Dashzeveg & Trofimov, 1987
          - Specie †E. hispanicus Hahn & Hahn, 1992
          - Specie †E. pajaronensis Hahn & Hahn, 2001
          - Specie †E. clemensi Sweetman, 2009

        - Genere †Loxaulax Simpson, 1928
          - Specie †L. valdensis Simpson, 1928

        - Genere †Monobaatar Kielan-Jaworowska, Dashzeveg & Trofimov, 1987
          - Specie †M. mimicus Kielan-Jaworowska, Dashzeveg & Trofimov, 1987

        - Genere †Parendotherium Crusafont Pairó & Adrover, 1966
          - Specie †P. herreroi Crusafont Pairó & Adrover, 1966

        - Genere †Sinobaatar Hu & Wang, 2002
          - Specie †S. lingyuanensis Hu & Wang, 2002
          - Specie †S. xiei Kusuhashi et al., 2009
          - Specie †S. fuxinensis Kusuhashi et al., 2009

        - Genere †Heishanobaatar Kusuhashi et al., 2010
          - Specie †H. triangulus Kusuhashi et al., 2010

        - Genere †Liaobaatar Kusuhashi et al., 2009
          - Specie †L. changi Kusuhashi et al., 2009

        - Genere †Hakusanobaatar Kusuhashi et al., 2008
          - Specie †H. matsuoi Kusuhashi et al., 2008

        - Genere †Tedoribaatar Kusuhashi et al., 2008
          - Specie †T. reini Kusuhashi et al., 2008